# Target Field
Target Field es un estadio de béisbol ubicado en el centro de Minneapolis, Minnesota. Es el estadio hogar de Minnesota Twins, una franquicia de la Major League Baseball (MLB). Es el sexto estadio de la franquicia y el tercero en Minnesota. Los Twins se trasladaron al Target Field para la temporada 2010 después de 28 temporadas en el Hubert H. Humphrey Metrodome. Es la primera instalación construida específicamente para los Twins ya que el equipo se trasladó a las Área metropolitana de Minneapolis-Saint Paul en 1961; El Metropolitan Stadium fue construido para los Minneapolis Millers cinco años antes de la primera temporada de la franquicia en Minnesota, y el Metrodome fue construido como un estadio de usos múltiples para los Mellizos, Minnesota Vikings, y para el equipo de fútbol americano de la Universidad de Minnesota. La temporada de 2010 fue la primera desde 1936 en el que la franquicia (entonces conocido como los Washington Senators) no compartía su estadio con un equipo de la NFL. Los Twins recibieron el certificado de ocupación de Mortenson Construction, el 22 de diciembre de 2009. El personal de los Twins se movió en el 4 de enero del 2010.
El primer partido de béisbol en el estadio tuvo lugar el 27 de marzo del 2010, con un juego de béisbol universitario entre la Universidad de Minnesota y Louisiana Tech University. Los Twins jugaron dos partidos de pretemporada contra los St. Louis Cardinals el 2 y 3 de abril, mientras el juego inaugural de temporada regular en el estadio fue el 12 de abril de 2010 contra los Medias Rojas.
En 2010, ESPN Magazine calificó al Target Field como el #1 del béisbol estadio en cuanto a experiencia en América del Norte.
Target Field fue sede en 2014 del Juego de las Estrellas. Era la tercera vez que el partido se jugó en las Twin Cities.